# 吾左衛門寿し
吾左衛門鮓（ござえもんずし）は、株式会社米吾が製造し、西日本旅客鉄道米子駅で販売されている駅弁である。

## 歴史
- 江戸時代に鳥取藩の年貢米を回送していた廻船問屋米屋吾左衛門[1]の妻女が、船子たちに作った弁当に始まる。当初は酢飯の握りにサバの切り身を載せてワカメで包んでいたが、改良を重ねて現在のコンブで巻いた押し寿司を1978年に発売し、現在は年間に60万食余を販売する駅弁である。

## 商品
形態としては棒寿司で、酢飯に肉厚のサバを載せてコンブを厚さと幅を均一にして巻いている。ほかの魚介を用いたものや派生商品も扱い揃えている。

## その他
女優の司葉子は「「米吾」の吾左衛門鮓は天下一品、ほんとにおいしいと思います」と語り、夫の相澤英之とともに好んでおり、落語家の立川談志、女優の紺野美紗子らも好物に挙げている。

## 関連
- 内田健二郎 - 米吾の前会長（故人）